# Windows Virtual PC
Windows Virtual PC – następca programu Microsoft Virtual PC, wydany przez firmę Microsoft. Działa tylko z systemem Windows 7.

## Zmiany w stosunku do Virtual PC 2007
- Przebudowa interfejsu aplikacji
- Interfejs dostępny także w języku polskim
- Wprowadzono funkcje integracji, czyli można uruchamiać aplikacje instalowane w maszynie wirtualnej prosto na pulpicie komputera (tylko Windows XP Professional SP3, Windows Vista Ultimate, Enterprise i Business oraz Windows 7 Ultimate, Enterprise i Professional).
- Prostszy kreator nowej maszyny wirtualnej
- Wsparcie dla portów USB oraz COM
- Integracja z eksploratorem Windows
- Wsparcie dla wysokich rozdzielczości
- Możliwość udostępniania dysków
- Udostępnianie schowka

## Tryb Windows XP
Tryb Windows XP został wprowadzony równocześnie z wydaniem programu Windows Virtual PC i zintegrowano go z profesjonalnymi wersjami Windows 7. Umożliwia on uruchamianie programów niekompatybilnych z tym systemem w środowisku Windows XP.

### Wymagania
- Minimum 1,5 GB pamięci RAM
- Procesor ze sprzętowym wsparciem dla wirtualizacji (jest to niekonieczne od 18 marca 2010 roku[1])
- Zainstalowana edycja Professional, Ultimate lub Enterprise systemu Windows 7